# ذخیره‌گاه زیست‌کره نهال میروت
ذخیره‌گاه زیست‌کره نهال میروت (به انگلیسی: Nahal Me'arot Nature Reserve) که با نام دره ای که در آن واقع شده‌اند، نامگذاری شده‌است، یکی از سایتهای تکامل بشری یونسکو در رشته کوه‌های کوه کرمل در نزدیکی حیفا شمال اسرائیل است.

## ثبت شده
چهار غار فهرست شده یونسکو عبارتند از:
- غار تابون یا تانور (روشن: "فر")
- غار جمال یا الجمال ("شتر")
- غار ال واد یا نهال ("جریان")
- غار اسخول یا گدی ("بچه")

این چهار غار در سال ۲۰۱۲ توسط یونسکو به عنوان "مکان برجسته جهانی " اعلام شد که در این ذخیره گاه واقع شده‌اند.
غارها برای مسکن توسط هومینین و انسان ماقبل تاریخ استفاده شد و شواهد منحصر به فرد از تدفین در آنها یافت شده‌است.